# Oumou Touré Traoré
Oumou Touré Traoré est une personnalité politique malienne engagée auprès des organisations féminines du territoire. En 2017, elle est nommée ministre de la Promotion de la femme, de l’enfant et de la famille.

## Biographie

### Famille et formation
Oumou Touré Traoré est diplômée de l'École normale supérieure de Bamako où elle a obtenu en 1984 une maitrise en philo-psycho-pédagogie. Elle poursuit des études chez les Jésuites de l'université Marquette (Etats-Unis) et de l'Université d'East Anglia à Norwich en Angleterre où elle obtient une maîtrise d’enseignement de la langue anglaise.
Elle a trois enfants.

### Parcours

#### Militantisme associatif
En 1986, après la fin de ses études à l'étranger, Oumou Touré Traoré milite dans les luttes pour la promotion de la femme. Elle crée en 1995, une organisation non gouvernementale (ONG) de développement communautaire appelée « Woïyo Kondeye » qui signifie en langue nationale songhaï « Espace de réflexion et d’entraide avec les femmes ». L' objectif de l'ONG est de renforcer le pouvoir d'agir des femmes et de développer leurs capacités.
En 1998, elle est élue secrétaire exécutive de la Coordination des associations et ONG féminines du Mali (CAFO), organisation non gouvernementale créée le 20 octobre 1991 par quatre associations de femmes au Mali (COFEM, APDF, CADEF et la branche des femmes du Syndicat national des travailleurs du Mali). En 2008, elle est réélue présidente de l’organisation composée de 2 295 associations de femmes couvrant le territoire national.
Elle s’est toujours employée à promouvoir les droits des femmes, de l’enfance et de la famille sur des problématiques de la société malienne (autorités coutumières, religieuses, politiques du niveau village au sommet;

#### Activité politique
En avril 2012, soutenue par ONU Femmes, elle participe aux négociations du processus de transition malien en tant que médiatrice à Ouagadougou.
Le 11 avril 2017, elle rejoint le gouvernement malien du Premier ministre Abdoulaye Idrissa Maïga en qualité de ministre de la Promotion de la Femme, de l’Enfant et de la Famille, dans le but d’apaiser le climat social et amener les femmes à s’impliquer dans la résolution des conflits qui les affectent ; lutte contre la pauvreté, les violences faites aux femmes et les stigmatisations. Elle déclare alors « Nous devons garder allumée la lampe de l’espoir en priant et en travaillant pour la paix, le dialogue social pour un Mali apaisé sur tous les fronts ».
Bien que nommée ministre, elle se maintient à la tête de la coordination des associations féminines maliennes, ce qui crée des dissensions dans l'organisation,
Dès fin 2017, Oumou Touré Traouré fait face aux critiques et doit faire son mea culpa,. 
Durant son mandat, l’ex-ministre de la promotion de la femme, a été accusée d’ingérence au sein de l’organisation et d’abus de pouvoir et qualifiée d' « opportuniste ».